# One (mangaka)
One (zapis stylizowany: ONE) lub Tomohiro – japoński mangaka, znany głównie z komiksu internetowego One-Punch Man, który został później zaadaptowany na mangę zilustrowaną przez Yūsuke Muratę. One publikuje komiks internetowy One-Punch Man na swojej własnej stronie internetowej bez oficjalnego wydawcy, podczas gdy remake mangi jest wydawany w internetowej wersji magazynu „Shūkan Young Jump”. Jego druga znana seria, Mob Psycho 100, ukazywała się w magazynie internetowym „Ura Sunday”.

## Biografia

### Wczesne życie
One urodził się w Niigacie i dorastał w Saitamie. Podczas wizyty u dziadków w Niigacie, rodzice kupili mu mangę Shin-chan autorstwa Yoshito Usuia, której stał się fanem, co wpłynęło na jego decyzję o zostaniu mangaką i rozpoczęciem ćwiczeń w swoim zeszycie podczas nauki w gimnazjum i liceum.

### Kariera
W lipcu 2009 One rozpoczął publikację krótkiej wersji One-Punch Mana w serwisie Shintosha. Później zaczął nieregularnie przesyłać komiks na swoją stronę internetową FC2, począwszy od 3 lipca 2009. Pierwotnie One-Punch Man miał być jednorazową historią, stworzoną w celu dalszego doskonalenia swoich umiejętności w rysunku, ale po pozytywnym przyjęciu stał się serią. Ze względu na humorystyczną oprawę i historię, One-Punch Man szybko zdobył popularność w Japonii. One był szczególnie zainteresowany stworzeniem bohatera, który już stał się najsilniejszy na świecie, co pozwoliło mu skoncentrować się na innej perspektywie tła i opowiadania historii. Stwierdził, że wyobrażał sobie głównego bohatera, Saitamę, jako postać zdolną do przystosowania się do otaczającego go świata, a jego głównymi przeciwnościami były przyziemne rzeczy. Zanim One zdecydował się zostać pełnoetatowym mangaką, zrobił kilka przerw w aktualizowaniu komiksu internetowego, w tym roczną przerwę w lutym 2010, aby pracować w pełnym wymiarze godzin i dwuletnią przerwę po wydaniu 109. rozdziału w styczniu 2017.
Mangaka Yūsuke Murata zainteresował się pracą One i ostatecznie skontaktował się z nim. Obaj współpracowali przy publikacji dwóch one-shotów w 2012 roku: Dotō no yūshatachi, który ukazał się 1 kwietnia w „Shūkan Young Jump” i „Dangan tenshi Fan Club”, który został opublikowany 17 kwietnia w „Miracle Jump”. Pierwszy rozdział remaku One-Punch Mana opublikowano 14 czerwca 2012 w witrynie „Tonari no Young Jump” wydawnictwa Shūeisha. Manga otrzymała również adaptację anime, która została ogłoszona w 15. numerze „Shūkan Young Jump”, wydanym 10 marca 2015. Pierwszy sezon był emitowany w Japonii od 5 października do 21 grudnia 2015. Zapowiedziano także adaptację live action. W tym samym roku One napisał i zilustrował mangę Mob Psycho 100, której publikację rozpoczął 18 kwietnia 2012 w magazynie internetowym „Ura Sunday” wydawnictwa Shōgakukan. Główny bohater, Shigeo Kageyama, miał być „nieco oderwany lub nerdowaty”, a jednocześnie posiadać cechy heroiczne. Seria zakończyła się 22 grudnia 2017. Od 26 listopada 2022 w magazynie „Shōnen Sirius” wydawnictwa Kōdansha, ukazuje się manga Versus, do której scenariusz napisał One, ilustracje zaś wykonał Kyōtarō Azuma.

## Twórczość
| Tytuł                                                | Rok          | Wydawca          | Uwagi                                                   | Przypisy |
| ---------------------------------------------------- | ------------ | ---------------- | ------------------------------------------------------- | -------- |
| One-Punch Man (jap. ワンパンマン Wanpanman)          | 2009–obecnie | Samopublikowanie | Komiks internetowy                                      | [ 6 ]    |
| Dotō no yūshatachi (jap. 怒涛の勇者達)               | 2012         | Shūeisha         | We współpracy z Yūsuke Muratą.                          | [ 22 ]   |
| Dangan tenshi Fan Club (jap. 弾丸天使ファンクラブ)   | 2012         | Shūeisha         | We współpracy z Yūsuke Muratą.                          | [ 23 ]   |
| Makai no ossan (jap. 魔界のオッサン)                 | 2012–2013    | Shūeisha         | Komiks internetowy                                      | [ 24 ]   |
| One-Punch Man (jap. ワンパンマン Wanpanman)          | 2012–obecnie | Shūeisha         | Remake komiksu internetowego, ilustracje: Yūsuke Murata | [ 8 ]    |
| Mob Psycho 100 (jap. モブサイコ100 Mobu saiko hyaku) | 2012–2017    | Shōgakukan       | Manga                                                   | [ 18 ]   |
| Chikyū no kaijū (jap. 地球の怪獣)                    | 2013         | Samopublikowanie | We współpracy z Yūsuke Muratą i Kinu Nishimurą.         | [ 25 ]   |
| Gokiburi Buster (jap. ゴキブリバスター)              | 2015         | Square Enix      | We współpracy z Yūsuke Muratą.                          | [ 26 ]   |
| Reigen                                               | 2018–2019    | Shōgakukan       | Spin-off Mob Psycho 100.                                | [ 27 ]   |
| Versus (jap. バーサス Bāsasu)                        | 2022–obecnie | Kōdansha         | We współpracy z Kyōtarō Azumą i bose.                   | [ 28 ]   |

## Nagrody i nominacje
| Rok  | Nagroda                      | Kategoria                                                        | Nominacja      | Rezultat  | Źródło |
| ---- | ---------------------------- | ---------------------------------------------------------------- | -------------- | --------- | ------ |
| 2014 | 7. Manga Taishō              | Manga                                                            | One-Punch Man  | Nominacja | [ 29 ] |
| 2015 | 26. Nagroda Eisnera          | Najlepsze amerykańskie wydanie materiału międzynarodowego – Azja | One-Punch Man  | Nominacja | [ 30 ] |
| 2016 | 28. Nagroda Harveya          | Najlepsze amerykańskie wydanie materiału zagranicznego           | One-Punch Man  | Nominacja | [ 31 ] |
| 2016 | 2. Sugoi Japan Award         | Manga                                                            | One-Punch Man  | Wygrana   | [ 32 ] |
| 2017 | 62. Nagroda Shōgakukan Manga | Shōnen                                                           | Mob Psycho 100 | Wygrana   | [ 33 ] |
| 2019 | 31. Nagroda Harveya          | Najlepsza manga                                                  | Mob Psycho 100 | Nominacja | [ 34 ] |